# افول و سقوط شاهنشاهی ساسانی
افول و سقوط شاهنشاهی ساسانی: اتحاد ساسانی-پارتی و فتح ایران به‌دست عرب‌ها (به انگلیسی: Decline and Fall of the Sasanian Empire: The Sasanian-Parthian Confederacy and the Arab Conquest of Iran) نام کتابی نوشتهٔ پروانه پورشریعتی است که به تاریخ ایران در دورهٔ ساسانیان و حمله اعراب به ایران می‌پردازد. پورشریعتی در این کتاب نظریهٔ وجود یک شاهنشاهی متمرکز ساسانی را رد می‌کند و معتقد است که حکومت ساسانی شکلی شبیه به یک کنفدراسیون داشته که نتیجهٔ همکاری سیاسی خانواده‌های بزرگ اشکانی و ساسانی بوده‌است و خانواده‌های اشکانی در بر سر کار آمدن یا سقوط بیشتر پادشاهان ساسانی مؤثر بوده‌اند.

## دیدگاه‌ها
از جملهٔ مهم‌ترین نظریات پورشریعتی در این اثر می‌توان به موارد زیر اشاره کرد:
نخست اینکه شاهان ساسانی حتی در سدهٔ ششم میلادی نیز هرگز موفق نشدند قدرت را در پادشاهی‌شان متمرکز کنند؛ از آغاز فرمانروایی ساسانیان در اوایل سدهٔ سوم، خاندان‌های اشکانی نقشی بنیادی ایفا می‌کردند و سمت‌های بلندمرتبه را در انحصار خود داشتند. شاهان ساسانی می‌بایست خانواده‌های اشکانی را به رقابت علیه یکدیگر ترغیب کنند، اما هیچ‌گاه موفق نشدند قدرت آن‌ها را تضعیف کنند، بلکه اقتدار آن‌ها به ویژه در مناطق شمالی و شرقی ایران همچنان پایدار ماند. افزون براین، هنگام فرمانروایی ساسانیان، توافق و هم‌آوایی میان خاندان‌های اشکانی وجود داشت که مشخصهٔ بارز آن دوران به‌شمار می‌رفت، اما هنگامی که این توافق در سدهٔ ششم و هفتم از میان رفت، شاهان ساسانی نیز متضرر شدند؛ به عنوان مثال، شورش بهرام چوبین، یک جنبه از این شکست بود.
دوم این که خاندان‌های پارتی با عرب‌های مهاجم صلح کردند و تا سدهٔ هشتم میلادی به اعمال قدرت در ایران ادامه دادند.
سوم، پورشریعتی پیشنهاد بازنگری مهم در گاه‌شناسی حملهٔ عرب‌ها به ایران را مطرح می‌کند و براساس منابع ایرانی استدلال می‌کند که تاریخ‌گذاری هجری منابع اسلامی غیرقابل اطمینان است. او به نحو متقاعدکننده‌ای استدلال می‌کند که حملهٔ عرب‌ها به ایران را باید به سال‌های پس از ۶۲۸ میلادی عقب بُرد، درست همان زمانی که خسرو دوم تسلیم حملهٔ هراکلیوس شده بود.
چهارم این که پورشریعتی تحقیقی مفصل از دین در ایران پیش و پس از حملهٔ عرب‌ها را با تأکید بر تنوع موجود در پادشاهی ارائه می‌دهد و آداب و رسوم زرتشتی متفاوت میان پارسیان و پارتیان را بازتاب می‌دهد. او مخصوصاً به محبوبیت ماندگار پرستش مهر (میترا) در شمال و شرق ایران اشاره می‌کند و بنابراین قادر است تا ابعاد مذهبی قیام‌های کسانی مانند بهرام چوبین و سندباد را در میانهٔ سدهٔ هشتم روشن کند.
پورشریعتی استدلال‌هایش را براساس مطالعهٔ دقیق منابع ایرانی مطرح کرده‌است، به ویژه روایات متداولی که منشأ آن‌ها به خدای‌نامه، کتاب شاهان ساسانی بازمی‌گردد که هم در شاهنامهٔ فردوسی و هم در تواریخ عربی از جمله طبری، بلعمی و ثعالبی، پی‌درپی از آن‌ها استفاده شده‌است.

## ترجمه به فارسی
از این کتاب دو ترجمه به فارسی چاپ شده‌است:
- «زوال و فروپاشی ساسانیان» ترجمهٔ خشایار بهاری، مؤسسهٔ نشر فرزان روز
- «افول و سقوط شاهنشاهی ساسانی: اتحادیهٔ ساسانی-پارتی و فتح ایران به‌دست عرب‌ها» ترجمهٔ آوا واحدی نوایی، نشر نی